# Фудбалски савез Холандских Антила
Фудбалски савез Холандских Антила (хол. Nederlands Antilliaanse Voetbal Unie, NAVU) је било управљачко тело фудбала на бившим Холандским Антилима између септембра 1958. и фебруара 2011. године. Његова надлежност се састојала од острва Курасао, Бонер и (до 1986.) Арубе.
ФСХА је основана 5. септембра 1958. године након спајања Фудбалског савеза Арубе (АВБ) и Фудбалског савеза Курасаоа (КВБ). Фудбалска федерација Бонаире (БВБ) се касније придружила 4. августа 1963. Чланство ЦВБ-а у ФИФА је пребачено у НАФУ 1958. године.
ФСХА је био један од оснивача Конкакафа у септембру 1961. године.
Фудбалски савез Арубе се одвојио од ФСХА 1986. и постао пуноправни члан Конкакафа, а две године касније и пуноправни члан ФИФАе.
У фебруару 2011. ФСХА је наследио Фудбалски савез Курасаоа (ФСК) након распада Холандских Антила.